# 米希亞 (烏克蘭)
48°2′23″N 30°56′48″E / 48.03972°N 30.94667°E
米希亞（烏克蘭語：Мигія），是位於烏克蘭南部的村莊，由尼古拉耶夫州五一城區的米希亞市鎮負責管轄，面積10平方公里，海拔高度71米，2001年人口2,099，人口密度每平方公里209.9人。